# Marco Antonio Mandruzzato
Marco Antonio Mandruzzato (ur. 16 maja 1923 w Treviso, zm. 31 października 1969 w Mediolanie) – włoski szpadzista, srebrny medalista olimpijski.
Na igrzyskach olimpijskich w Londynie w 1948 roku Włosi w składzie: Luigi Cantone, Marco Antonio Mandruzzato, Carlo Agostoni, Edoardo Mangiarotti, Fiorenzo Marini i Dario Mangiarotti zdobyli srebrny medal drużynowo, przegrywając olimpijski finał z Francuzami. Był to jego jedyny start olimpijski.
Podczas mistrzostw świata w Kairze w 1949 roku wspólnie z Roberto Battaglią, Luigim Cantone, Dario Mangiarottim, Edoardo Mangiarottim i Antonio Spallino zdobył drużynowo złoty medal. 